# Gerhard Scheffler
Gerhard Scheffler (ur. 14 stycznia 1894 we Wrocławiu, zm. 14 lipca 1977 w Bad Neuenahr-Ahrweiler) – niemiecki polityk nazistowski, doktor prawa, radca wydziału komunalnego Ministerstwa Spraw Wewnętrznych w Berlinie, nadburmistrz Poznania (1939-1945).

## Życiorys
Po wkroczeniu wojsk niemieckich do Poznania 14 września 1939 Arthur Greiser podziękował Cyrylowi Ratajskiemu za jego działalność w charakterze prezydenta miasta Poznania i wyznaczył na jego miejsce komisarza miejskiego Schefflera. Nadburmistrzem Poznania Scheffler został 1 stycznia 1940.
Na przełomie października i listopada 1939 zaczął tworzyć w Poznaniu na Głównej obóz przesiedleńczy.
W styczniu 1945 uciekł z Poznania na zachód przed nacierającą Armią Czerwoną.

## Śledztwo w sprawie zbrodni
IPN prowadził śledztwo dotyczące popełnienia zbrodni przeciwko ludzkości przez Geharda Schefflera, SS Sturmbannführera Alberta Sauera, SS Sturmbannführera Kaspara Schwarzhubera, SS Obersturmbannführera Schmidta oraz funkcjonariuszy policji i żandarmerii niemieckiej tworzących załogę obozu w Poznaniu. Śledztwo umorzono w 1998 z powodu śmierci podejrzanych oraz niewykrycia pozostałych sprawców.